# 著數一族
《着數一族》（英語：The Gold Rush；又名《努力向錢看》）是香港亞洲電視在1997年首播的電視連續劇。是亞視爲數不多搞笑風格的經典連續劇，共32集，監製蕭鍵鏗。

## 收視率
第二線劇集「着數一族」，雖然有當時重出江湖的「笑匠」夏雨擔綱演出，可是橋段及演繹的公式，似乎與時代脫節，故首開只有八點，更每下愈況，最低跌至只有四點，是當時幾年亞視自製劇集的新低點。

## 演員表
| 演員   | 角色   | 簡介 |
| ------ | ------ | --- |
| 夏雨   | 展超   | 外號“展大俠”，宋朝御貓第38代曾孫，大吉藥房和大利地產老闆（大利地產開業不久即關閉），唯利是圖，大吉藥房賣的全是過期藥品。 |
| 吳浣儀 | 施家鳳 | 展超妻子，展超暱稱其爲“小麗”。 |
| 袁文傑 | 展仁   | 展超長子，外號“高佬仁”（普通話配音譯作“高個仁”）。28歲，保險經紀，理想遠大但不切實際。爲戴學儀男友，但對何燕有好感，後來發展到一腳踏兩船。 |
| 杜汶澤 | 展發   | 展超次子，外號“矮仔發”（普通話配音譯作“矮子發”）。大吉藥房員工，爲人無大志。曾追求何燕遭拒，後與包彩相戀。 |
| 陶安仁 | 展彩   | 展超稚女。劇情中段被安排到外國讀書。 |
| 江毅   | 何焯   | 外號“焯頭”或“焯叔”，安和堂老闆，爲人尖酸刻薄、沒良心，經常把過期的龜苓膏、蔗汁和火麻仁當正常出售或請街坊們喝。不過對其妹妹何燕極其疼愛。 |
| 曾瑋明 | 許強   | 外號“懶瞓強”（普通話配音譯作“貪睡強”）。泰來冰室（又名“泰來茶餐廳”）員工，經常偷懶、打瞌睡。 |
| 羅清浩 | 查偉健 | 外號“太子健”，原爲泰來冰室太子爺，老爸死後接手泰來，雖然身爲泰來冰室老闆，但並沒有“話事權”，地位跟普通員工無異。曾追求包彩，但遭拒。 |
| 陳鳳冰 | 吳嬌   | 外號“十六姑”，泰來冰室“揸Fit人”，表面上太子健爲老闆，實際上十六姑獨攬大權。自身條件不好，但爲人自戀無比。 |
| 梁錦燊 | 周志聰 | 外號“阿聰”，安和堂夥計，爲人軟弱怕事，經常糟何焯刻薄但不敢聲張。 |
| 吳廷燁 | 戴學禮 | 戴學儀之兄，從小被人“賣豬仔”到日本，看不起香港人，認爲日本是世界上最優秀的民族，對展仁不滿，希望妹妹嫁給日本人，經常給戴學儀介紹日籍對象（如：小生先生）。後來因撞傷頭部導致精神失常，被中國氣功師治好才覺得中國文化博大精深，遂決定追隨中國文化。 |
| 王薇   | 何燕   | 何焯之妹，與何焯雖爲親兄妹，但年齡相差很大，以至於讓外人以爲他們是父女關係。在英國讀書期間爲英國皇家集郵協會會長，原本修讀工商管理，後因興趣所致瞞着兄長轉讀營養學，也因此把何焯氣暈了。                                                           |
| 文頌嫻 | 戴學儀 | 24歲，精通電腦。戴學禮之妹，展仁女友，雖然兄長希望其嫁日本人，男友對其也不上心，但仍然對展仁死心塌地。 |
| 夏春秋 | 展大榮 | 展超養父，原名大榮，並不知道自己姓氏，收養展超後跟其姓展，改名爲“展大榮”。經常吹噓自己當年大戰鬼見仇的“威水史”，但沒人相信，後來鬼見仇前來報復方知其所言屬實。                                                                                     |
| 金慧英 | 馬祝娟 | 施家鳳好友。 |
| 吳曼麗 | 邵亞瓊 | 施家鳳好友。 |
| 梁碧芝 | 包彩   | 宋朝包拯的後人，在越南出生，在越南考過五次大學均沒考上，聽別人說香港的學校多得沒人讀，所以來到香港碰碰運氣。與展超小女兒展彩有很多相似之處，如：考了五次大學都沒考上、同年同月同日出生、喜歡做家務......後與展發相戀。                             |
| 甘山   | 鬼見仇 | 展大榮舊友，曾因一場賭博而反目，得知展大榮爲了幫助展超渡過難關而使出“黑狗過林”之後，決意要找展大榮報仇，最後與展大榮重歸於好。 |
| 李俊德 | 敏感輝 | 電視臺記者。 |
| 黃美芬 | 婷婷   | 展發暗戀對象，後反目。 |
| 關偉倫 | 陸晶   | 大導演，曾以《孝子發淫窟救全家》捧紅展發，後被展家悉穿其陰謀，聯合荃惠裏一衆街坊一起營救展發，最後被已娶其前旗下女藝人樑丹和舒妮爲妻的金牙居收拾。                                                                                                 |